# Thomas Whitehead

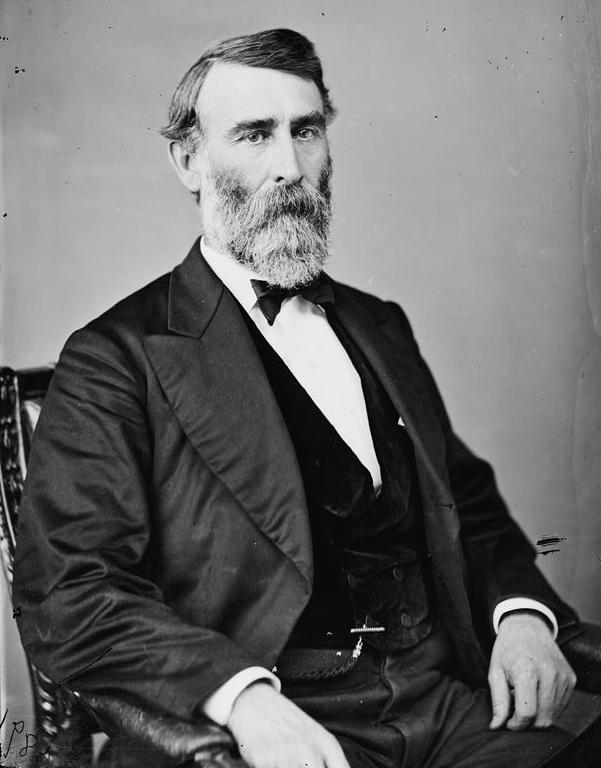
Thomas Whitehead

Thomas Whitehead (* 27. Dezember 1825 in Lovingston, Nelson County, Virginia; † 1. Juli 1901 bei Lynchburg, Virginia) war ein US-amerikanischer Politiker. Zwischen 1873 und 1875 vertrat er den Bundesstaat Virginia im US-Repräsentantenhaus.

## Werdegang
Thomas Whitehead erhielt eine nur eingeschränkte Schulausbildung und arbeitete danach im Handel. Nach einem anschließenden Jurastudium und seiner 1849 erfolgten Zulassung als Rechtsanwalt begann er in Amherst in diesem Beruf zu arbeiten. Während des Bürgerkrieges war er Hauptmann im Heer der Konföderation. Im Jahr 1865 wurde er in den Senat von Virginia gewählt, dort aber nicht zugelassen. In den Jahren 1866 und 1869 wurde er zum Staatsanwalt im Amherst County gewählt. Gleichzeitig schlug er als Mitglied der Demokratischen Partei eine politische Laufbahn ein.
Bei den Kongresswahlen des Jahres 1872 wurde Whitehead im sechsten Wahlbezirk von Virginia in das US-Repräsentantenhaus in Washington, D.C. gewählt, wo er am 4. März 1873 die Nachfolge von John T. Harris antrat. Da er im Jahr 1874 auf eine erneute Kandidatur verzichtete, konnte er bis zum 3. März 1875 nur eine Legislaturperiode im Kongress absolvieren. Im Jahr 1876 wurde Thomas Whitehead Herausgeber der Zeitung Lynchburg News; ab 1880 gab er die Zeitung  Lynchburg Advance heraus. Gleichzeitig praktizierte er wieder als Anwalt. Von 1888 bis zu seinem Tod war er Landwirtschaftsminister (Commissioner of Agriculture) von Virginia. Er starb am 1. Juli 1901 nahe Lynchburg, wo er auch beigesetzt wurde.